# Abbiecombec Lake
Abbiecombec Lake är en sjö i Kanada.   Den ligger i provinsen Nova Scotia, i den östra delen av landet, 1 000 km öster om huvudstaden Ottawa. Abbiecombec Lake ligger 28 meter över havet. Arean är 1,7 kvadratkilometer. Den sträcker sig 2,1 kilometer i nord-sydlig riktning, och 1,6 kilometer i öst-västlig riktning.